# Tim Brabants
Timothy Brabants –conocido como Tim Brabants– (Chertsey, 23 de enero de 1977) es un deportista británico que compitió en piragüismo en la modalidad de aguas tranquilas.
Participó en cuatro Juegos Olímpicos, entre las ediciones de los años 2000 y 2012, obteniendo en total tres medallas: oro y bronce en Pekín 2008 y bronce en Sídney 2000.
Ganó cuatro medallas en el Campeonato Mundial de Piragüismo entre los años 2006 y 2010, y seis medallas en el Campeonato Europeo de Piragüismo entre los años 2002 y 2008.
En la modalidad de maratón, obtuvo una medalla de plata en el Campeonato Europeo de 1997.

## Palmarés internacional

### Piragüismo en aguas tranquilas
| Juegos Olímpicos   | Juegos Olímpicos         | Juegos Olímpicos  | Juegos Olímpicos |
| Año                | Lugar                    | Medalla           | Competición      |
| ------------------ | ------------------------ | ----------------- | ---------------- |
| 2000               | Sídney (Australia)       | Medalla de bronce | K1 1000 m        |
| 2008               | Pekín (China)            | Medalla de oro    | K1 1000 m        |
| 2008               | Pekín (China)            | Medalla de bronce | K1 500 m         |
| Campeonato Mundial |                          |                   |                  |
| Año                | Lugar                    | Medalla           | Competición      |
| 2006               | Szeged (Hungría)         | Medalla de plata  | K1 1000 m        |
| 2007               | Duisburgo (Alemania)     | Medalla de oro    | K1 1000 m        |
| 2007               | Duisburgo (Alemania)     | Medalla de plata  | K1 500 m         |
| 2010               | Poznań (Polonia)         | Medalla de plata  | K1 1000 m        |
| Campeonato Europeo |                          |                   |                  |
| Año                | Lugar                    | Medalla           | Competición      |
| 2002               | Szeged (Hungría)         | Medalla de oro    | K1 1000 m        |
| 2004               | Poznań (Polonia)         | Medalla de plata  | K1 1000 m        |
| 2006               | Račice (República Checa) | Medalla de oro    | K1 1000 m        |
| 2007               | Pontevedra (España)      | Medalla de oro    | K1 500 m         |
| 2007               | Pontevedra (España)      | Medalla de plata  | K1 1000 m        |
| 2008               | Milán (Italia)           | Medalla de oro    | K1 1000 m        |

### Piragüismo en maratón
| Campeonato Europeo | Campeonato Europeo | Campeonato Europeo | Campeonato Europeo |
| Año                | Lugar              | Medalla            | Competición        |
| ------------------ | ------------------ | ------------------ | ------------------ |
| 1997               | Pavía (Italia)     | Medalla de plata   | K1                 |